# إد مونتجومري
إد مونتجومري (بالإنجليزية: Ed Montgomery)‏ هو كاتب أغاني أمريكي، ولد في 1 فبراير 1952 في كليفلاند في الولايات المتحدة.